# Монтекассіно
Монтекассіно (італ. Montecassino) — бенедиктинський монастир, заснований Бенедиктом Нурсійським у VI столітті, один з найстаріших і найбільших монастирів у Європі. Розміщується на скелястому пагорбі Монте-Кассіно на захід від містечка Кассіно, приблизно за 120 км на південний схід від Рима. Звідси й традиційна назва монастиря — Кассінська Скеля (лат. Mons Casinus).

## Історія
Приблизно в 530 році святий Бенедикт Нурсійський заснував тут орден бенедиктинців (лат. Ordo sancti Benedicti) — найстаріший західноєвропейський католицький чернечий орден.
Як це часто бувало з ранніми християнськими будівлями, монастир був побудований на місці, де раніше знаходилася язичницька будівля. В цьому випадку на вершині пагорба знаходився храм Аполлона, оточений муром. Храм стояв над маленьким містечком Кассіно, населення якого в основному складали язичники, а саме місто було незадовго до цього спустошене остготами.
Перше, що зробив святий Бенедикт — розбив статую Аполлона і знищив язичницький вівтар. Своє нове місце проживання він присвятив Іванові Хрестителю.
Бенедикт залишався тут аж до смерті. У Монтекассіно він написав свій «Статут Бенедикта», що став законоположним принципом західного чернецтва.
У 542 році його відвідав Тотіла, король остготів. У 580 році ченці монастиря переїхали до Риму у зв'язку з навалою лангобардів, відновили монастир лише на початку VIII століття. Після розквіту Монтекассіно в епоху Каролінзького відродження, він знову був розорений сарацинами в 883 році. Згодом монастир неодноразово піддавався нашестям, у 1030 році його захоплювали нормани, а 1230 року ченців вигнав імператор Фрідріх II.
У VIII столітті тут був ченцем і помер Павло Диякон (лат. Paulus Diaconus), виходець зі знатного лангобардського роду, історик лангобардів, (який описав життя Григорія Великого, яке вважається історично першим житієм цього папи), в XI столітті Костянтин Африканський, монах, лікар і перекладач, познайомив європейців з арабською медициною.
Новий розквіт абатства почався в XIV столітті. Монтекассіно заволодів однією з найбільших в Європі бібліотек античної й ранньохристиянської літератури, при тому ж були створені скрипторій і школа. Деякий час тут працювали Тома Аквінський та інші видатні люди епохи Середньовіччя. Троє абатів монастиря стали згодом римськими папами — Стефан IX, Віктор III і Лев X (Медічі, син Лоренцо Прекрасного). Абатство мало великі земельні володіння, активно підтримувало папство в його замахах на панування в Європі. Зокрема, монастирю Монтекассіно з X століття належала територія Понтекорво (італ. Pontecorvo) в Південній Італії з центром в однойменному місті. З XV століття вона була передана Папській області.

## Архітектура

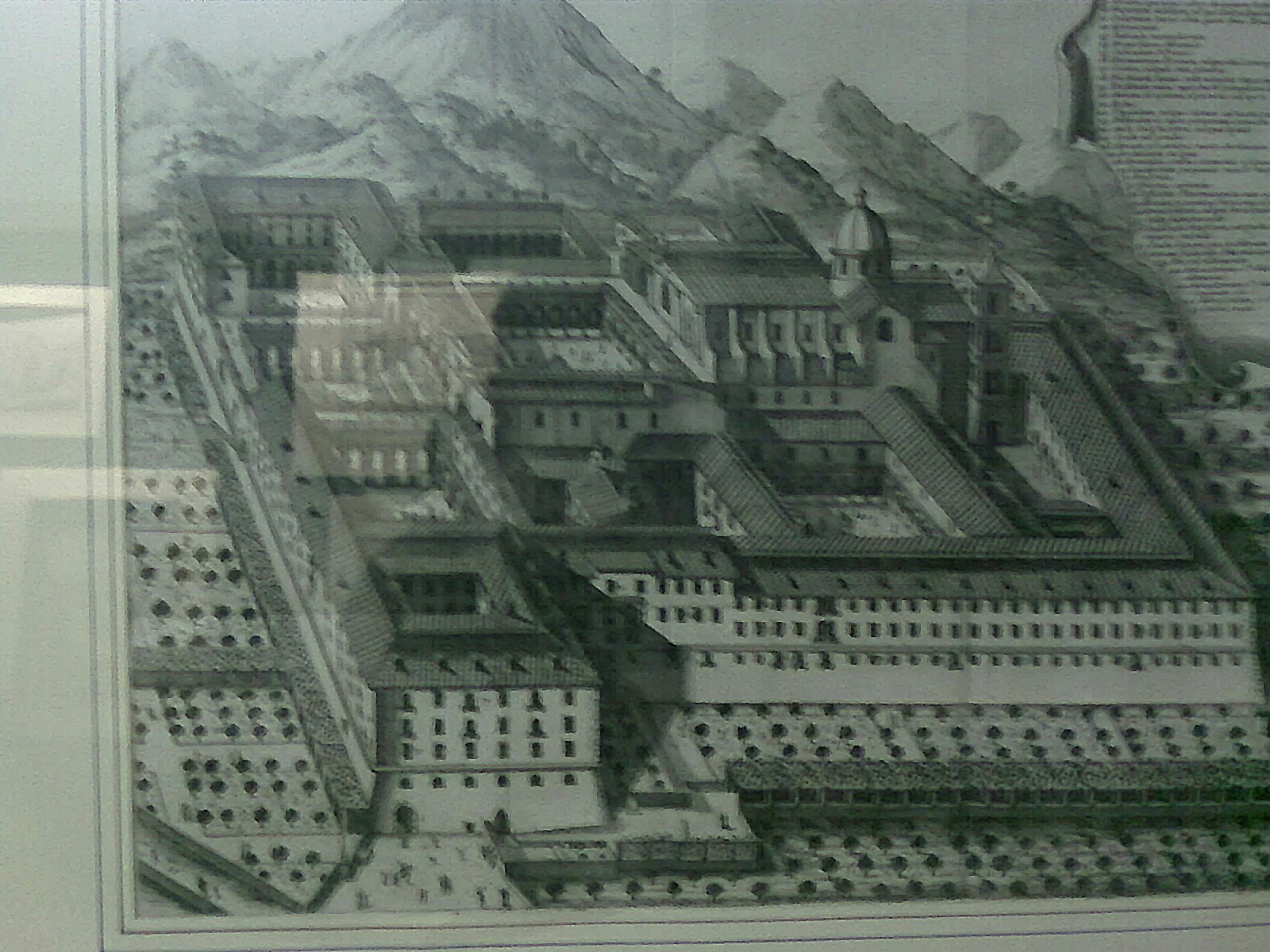
Гравюра із зображенням монастиря (XVII століття)

Після руйнування внаслідок землетрусу в 1349 році, монастир знову відновили аж в 1366 році, проте свій нинішній вигляд він отримав лише в XVII столітті, коли абатство стало хрестоматійним прикладом неаполітанського бароко. Правильна архітектура і гармонійне розташування доповнюють і інтер'єри, оформлені роботами таких художників як Лука Джордано, Франческо Солімена, Франческо де Мура, Джованні де Маттеїс. У період з 1930 до 1943 року до монастиря була проведена велика канатна дорога. Саме вона стала однією з причин руйнування Кассіно в часи Другої світової війни.

## Друга світова війна

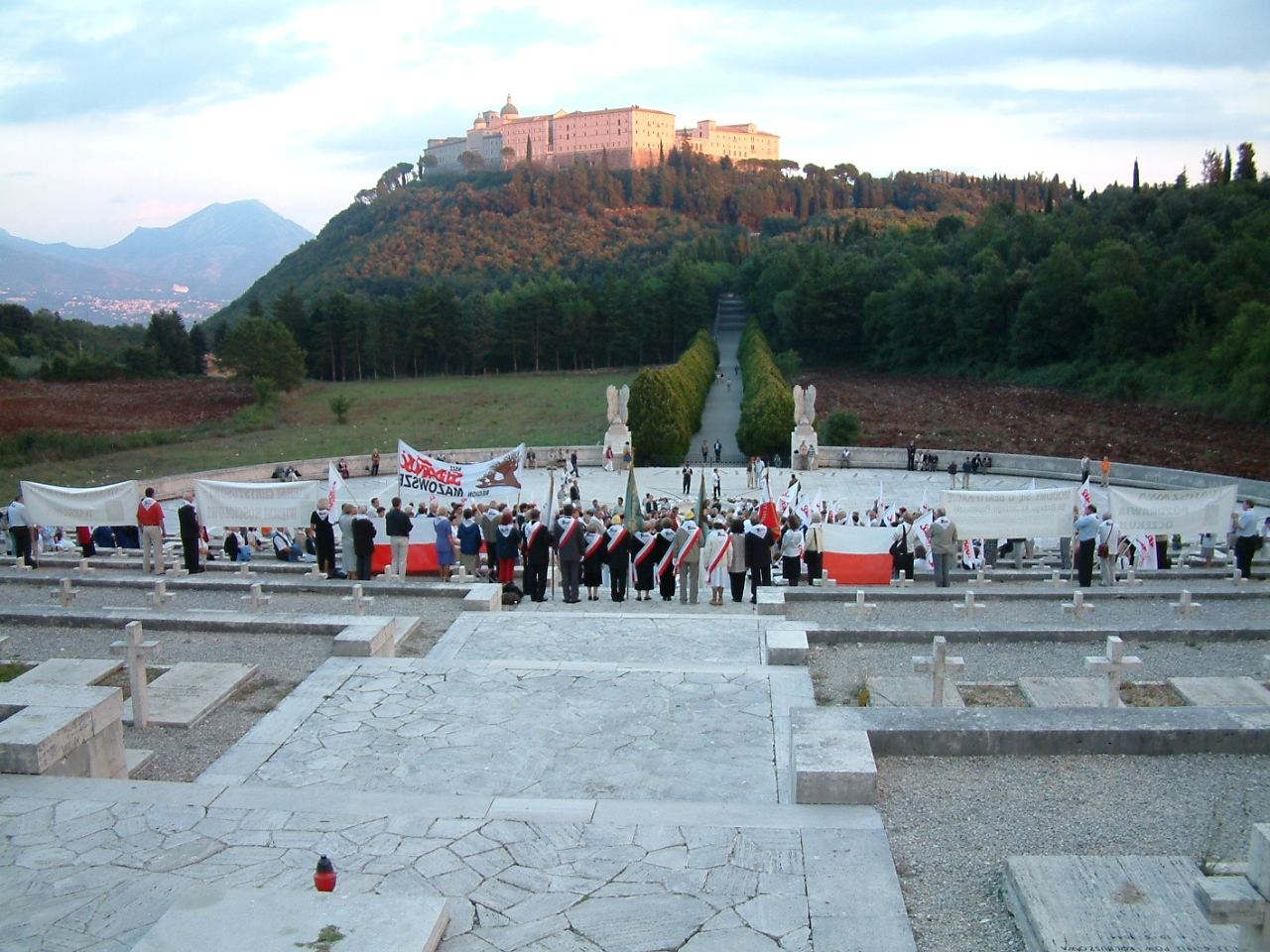
Вид монастиря з польського військового кладовища

8 вересня 1943 року Італія капітулювала, а новий уряд Бадольйо (італ. Badoglio) 13 жовтня оголосив війну Німеччині. Війну на другому фронті європейського театру воєнних дій вели частини німецької 10-ї армії під командуванням Генріха фон Фітінгофа (нім. Von Vietinghof). У кінці 1943 року гора була перетворена німцями в центральний пункт укріпленої лінії, що захищала підступи до Риму.
Гора й однойменне поселення розглядалися німецьким командуванням як ключові позиції оборонної лінії «Густав» (нім. Gustav). Проти неї діяли американські, британські частини та підрозділи французького експедиційного корпусу. Фронтальна атака новозеландського корпусу з тактичних міркувань вимагала попереднього бомбардування гори, тому 15 лютого 1944 року 142 «льотові фортеці» і 87 інших машин перетворили монастир на руїни. При цьому немає правдивих відомостей, що до або під час бомбардування в монастирі були німецькі солдати.
Із січня по травень 1944 року тут йшла кривава битва. Загинуло понад 20 тисяч німецьких солдатів і офіцерів та близько 50 тисяч бійців союзних військ, монастир був повністю зруйнований ударами британської авіації. Культурні цінності, які зберігалися у ньому, були завчасно евакуйовані, наприклад, бібліотека була вивезена до Ватикану. У боях під Монтекассіно особливо відзначився (в складі британських збройних сил) 2-й польський корпус під командуванням генерала Владислава Андерса.
Монастир був відновлений після війни за державні кошти й знову освячений в 1964 році.

## Сучасний стан
Монтекассіно — чинний бенедиктинський монастир, має статус територіального абатства, підлеглого Святому Престолу. У його юрисдикції в 2002 році перебували 53 приходи.